# Patrick Lourenço
Patrick Chagas Valério Lourenço é um pugilista brasileiro.
Nasceu no Morro do Vidigal. Tentou o futebol e o tênis antes de se dedicar ao boxe. Quinto colocado no Mundial de 2013, disputou a liga profissional da AIBA em 2014.

## Principais conquistas
- Medalha de prata - Evento Teste - Rio de Janeiro, RJ
- Medalha de ouro - Torneio Feliks Stamm 2013 - Varsóvia, POL
- Medalha de ouro -  Campeonato Continental Pan-Americano 2013 - Santiago, CHI[3]